# آسمان آبی رومئو
آسمان آبی رومئو (به ژاپنی: ロミオの青い空، به انگلیسی: Romeo's Blue Skies) که در ایران با نام پیمان دوستی معروف است، یک مجموعه تلویزیونی انیمه ۳۳ قسمتی است که توسط استودیو نیپون انیمیشن ساخته شده است. پخش آن از ۱۵ ژانویه ۱۹۹۵ در شبکه فوجی تلویژن آغاز شده و تا ۱۷ دسامبر ۱۹۹۵ ادامه داشته است. داستان درمورد پسری به نام رومئو که به خاطر پدرش به شهر میلان می‌رود تا در آنجا دودکش‌ها را تمیز کند اما در هنگام سفر و بعد از رسیدن به مقصد ماجراهای جالبی سر راهش است.

## داستان
رومئو در یک خانواده فقیر در یک روستای سوئیسی زندگی می‌کند، و سپس مردی معروف به مرد سیاه‌پوست او را با خود به میلان ایتالیا می‌برد؛ در آنجا دود خانه‌ها را پاک می‌کند، او رنج زیادی می‌برد و از چندین گروه از کودکان متخاصم آن زمان رنج می‌برد و سپس گروهی از دوستان را پیدا می‌کند که کمک کننده خوبی برای غلبه بر بدبختی‌های زندگی به ویژه آلفردو خواهند بود.

## شخصیت‌ها
رومئو: پسری جاه‌طلب و مهربان ۱۱ ساله که پس از سوختن مزرعه‌شان و پدرش مجبور بود به عنوان دودکش پاک‌کن کار کند، و او در میلان با دردسر زیادی مواجه است زیرا هنوز به شهر عادت نکرده، اما به سرعت در آنجا سازگار می‌شود و دوستان زیادی پیدا می‌کند و ده سال بعد معلم می‌شود، با بیانکا ازدواج می‌کند و آن‌ها صاحب پسری می‌شوند و به افتخار بهترین دوستش و دایی پسرش، او را آلفردو می‌نامند.
- پکورو: راسوی سفید کوچکی که رومئو از او مراقبت می‌کند و همیشه با اوست.
- جسیکا: مادر رومئو است و او را بسیار دوست دارد، راز پدرش روبرتو را از او پنهان کرد و به او نگفت که او شوهر دومش است و تا یازده سالگی پدر واقعی نداشت.
- روبرتو: او شوهر مادر رومئو است و آنقدر رومئو را دوست دارد که با او مانند پسر خودش رفتار می‌کند، رومئو حتی نمی‌دانست که او پدر واقعی‌اش نیست.
- کنت آلفردو: صمیمی‌ترین دوست رومئو و ۱۲ ساله، از رومئو بزرگتر است، رومئو در راه لوکارنو با او آشنا می‌شود. فردی علم‌دوست است و به خاطر عشقش به علم بیشترین تأثیر را روی رومئو گذاشت.
- کنتس بیانکا: خواهر آلفردو، او دختری تندخو است اما برادرش را بسیار دوست دارد، او ابتدا به رومئو حسادت می‌کرد، زیرا آلفردو به او وابسته بود، اما بعداً او را دوست داشت، او به عنوان پرستار در یک کلینیک کار می‌کند و با رومئو ازدواج کرد.
- مارتزیو: عموی آلفردو و بیانکا، او همیشه در تلاش برای تصاحب نشان خانواده بود و در کشتن والدین آلفردو و بیانکا نقش داشت.
- کنتس گراسیلا: زن‌عموی آلفردو و بیانکا، و او همیشه سعی می‌کرد تا نشان خانوادگی را با شوهرش تصاحب کند و در کشتن والدین آلفردو و بیانکا نقش داشت.
- روسی: مردی که رومئو را خرید، و بی‌شخصیت بود (در ابتدا)، همسرش (آیدا) کسی بود که همیشه او را کنترل می‌کرد و او را به رفتار خشن مجبور می‌کرد، اما او مردی خوش‌قلب است که رومئو را بسیار دوست دارد.
- آیدا: همسر روسی است، پسرش آنجلو را بسیار دوست دارد و به دلایل زیادی از رومئو متنفر است.
- آنجلو: پسر آقای روسی، به شدت از رومئو متنفر است و همیشه علیه رومئو توطئه می‌کند.